# Pseudophiloscia gracilis
Pseudophiloscia gracilis är en kräftdjursart som först beskrevs av Gustav Budde-Lund 1885.  Pseudophiloscia gracilis ingår i släktet Pseudophiloscia och familjen Philosciidae. Inga underarter finns listade i Catalogue of Life.